# Entephria bastelbergeri
Entephria bastelbergeri là một loài bướm đêm trong họ Geometridae.